# Gaylussacia bigeloviana
Gaylussacia bigeloviana (englisch bog huckleberry, deutsch Sumpf-Huckleberry), ist eine Pflanzenart aus der Familie der Heidekrautgewächse. Sie ist in den Küstenebenen des östlichen Kanada und der östlichen Vereinigten Staaten beheimatet und wird von Neufundland im Norden südwärts bis South Carolina gefunden.

## Beschreibung
Gaylussacia bigeloviana ist ein Strauch von bis zu einem Meter Höhe, der gelegentlich kleine Bestände bildet. Er hat dicke, ledrige Blätter, die auf der Oberseite glänzen und auf der Unterseite blassgrün erscheinen. Die Blüten stehen in Gruppen von 3 … 7 und sind weiß, violett oder rot. Die Früchte sind schwarz, saftig, jedoch von fadem Geschmack. Die Art wächst in Sümpfen und Mooren, auch in sauren Hochmooren in der Gesellschaft von Torfmoosen (Sphagnum).

### Synonyme
The Plant List, ein Gemeinschaftsprojekt der Royal Botanic Gardens (Kew) und des Missouri Botanical Garden führt die folgenden Synonyme auf:
- Gaylussacia dumosa var. bigeloviana Fernald 1911